# Dieter Raber
Dieter Raber (* 9. Juni 1938 in Wutha; † 14. Juni 2023 in Wutha-Farnroda) war ein deutscher Fußballspieler. In der zweithöchsten Spielklasse des DDR-Fußballs, der Liga, spielte er für die BSG Motor Eisenach.

## Sportliche Laufbahn
Raber spielte im Alter von 21 Jahren für die BSG Motor Eisenach zunächst in der seinerzeit drittklassigen, im Jahr 1955 gegründeten II. DDR-Liga. In einem Teilnehmerfeld von 14 Mannschaften der Staffel 5 nahm seine Mannschaft am Spielzeitende 1959 den 6. Platz ein. Mit dem 3. Platz 1961/62 stieg er mit seiner Mannschaft in die zweitklassige DDR-Liga auf. Raber, Häckchen genannt, zählte zu den Spitzenspielern der Eisenacher ab Anfang, Mitte der 1960er-Jahre.
Trotz des letzten Platzes in der Ligasüdstaffel in der Saison 1962/63 verblieb das Team dank der erfolgreich gestalteten Qualifikationsrunde im ostdeutschen Unterhaus. Von 1963 bis 1970 war Motor Eisenach in dieser Spielklasse vertreten, bevor die Elf in die Bezirksliga abstieg. Die Rückkehr in diese Spielklasse für das Spieljahr 1973/74 dauerte jedoch nur eine Saison. Nachdem Raber noch Spielzeiten in der Bezirksliga bestritten hatte, kehrte er 1976 oder 1977 in seine Heimatgemeinde Wutha-Farnroda zurück und spielte für die dort ansässige BSG Motor Petkus Wutha, deren 1. Mannschaft er auch im hohen Alter von Ende 40, Anfang 50 Jahren angehörte.
Eine weitere, zwischenzeitliche Station bei der BSG Lokomotive Stendal wird in zwei Quellen erwähnt. Aber Oberligaspiele sind für den Fußballer bei dieser Betriebssportgemeinschaft aus der Altmark in den Quellen nicht zu finden.

## Trivia
Mit seiner Gitarre zählte er zu den Stimmungskanonen der Eisenacher Motor-Elf.